# Bohemia (revue cubaine)
Pour les articles homonymes, voir Bohemia.
Bohemia est un magazine bimensuel cubain fondé en 1908 à La Havane sous la forme d'une revue hebdomadaire, et qui reste la plus ancienne publication encore en activité du pays. Premier périodique cubain à être illustré en couleurs, il accueille durant les cinquante premières années de son existence les plus grands graphistes et plumes du pays, et se heurte à la censure, notamment sous Carlos Prio Socarras. Ralliant la révolution, Bohemia poursuit son activité, et se transforme à la fin des années 2000 en un magazine d'actualités, disposant également d'une édition en ligne.

## Histoire du support
Fondée six ans après l'indépendance, baptisée Bohemia, revista semanal ilustrada, la première livraison de la revue sort le 10 mai 1908 à La Havane, sous la direction du père de Miguel Ángel Quevedo de la Lestra (1908-1969), Miguel Ángel Quevedo Pérez, qui avait été responsable de la revue El Fígaro, revista universal ilustrada (1885-1933). Quevedo père est également connu comme un promoteur du scoutisme dans son pays. Le titre est un hommage à l'opéra de Giacomo Puccini, La Bohème (1896), la pièce musicale préférée du père de Quevedo. Celui-ci souhaite fonder une revue qui serait « una enciclopedia imprescindible en toda casa en la que sus habitantes se precien de cultos y amantes del saber » (une encyclopédie essentielle à tout foyer où chacun voue un culte et un amour au savoir). Durant ses deux premières années, l'hebdomadaire qui ouvre ses pages à l'art nouveau, la littérature et aux questions sociales, connaît de nombreuses difficultés. En 1910, Bohemia commence à s'imposer auprès de la petite et moyenne bourgeoisie. En 1914, sous-titrée «Ilustración Mundial», elle est la première à introduire la couleur, les couvertures sont désormais le lieu d'expression d'artistes réputés comme Leopoldo Romañach, Esteban Valderrama y Pena (1892-1964), Antonio Rodriguez Morey (en), Armando Menocal... Le tirage moyen est à cette époque de 5 000 exemplaires.
En 1927, en pleine crise économique cubaine, Miguel Ángel Quevedo prend la place de son père et parvient à maintenir Bohemia en vie en s'ouvrant aux questions internationales. Les couvertures sont exécutées par José Hernández Cárdenas (dit Hercar, 1904-1957), Enrique García Cabrera (1893-1949), Jaime Valls (1883-1955) ou encore Conrado Walter Massaguer (1889-1965), un féroce caricaturiste. La revue s'impose alors comme un support incontournable dans le paysage médiatique latino-américain, n'hésitant pas à critiquer les dictatures de Trujillo et Somoza. Les autres revues illustrées cubaines majeures de cette époque sont Social (1916-1938), fondée par Massaguer, et Carteles (1919-1960), fondée par le frère de Massaguer, Oscar,.
En 1943, un tournant s'opére dans la rédaction, avec l'ouverture aux questions sociales cubaines, traitées sous la forme d'enquêtes d'investigation très poussées, illustrées par des photoreportages chocs et sans complexes d'Enrique de la Osa (1908-1997), puis les enquêtes de Marta Rojas — témoin des attaques de la caserne de Moncada —, qui heurtent le président Carlos Prío Socarrás, au point que la revue est obligée de signaler à ses lecteurs les menaces de censure et de mort sur ses collaborateurs. Le tirage s'envole et atteint à la fin des années 1950 plus de 400 000 exemplaires et s'oppose radicalement au régime mis en place par Fulgencio Batista, tout en composant avec le régime.
Le 26 juillet 1958 Bohemia publie le « Sierra Maestra Manifesto », une déclaration appelant à l'unité des forces d'opposition au régime de Batista. Le 11 janvier 1959, appelant à la révolte, un million d'exemplaires de la revue sont imprimés et vendus en quelques heures. Après la prise de pouvoir par les forces de Fidel Castro, les médias sont nationalisés, et Quevedo, en désaccord avec le régime en juillet 1960, part en exil vers Miami en 1961 ; il y publie Bohemia Libre, largement financé par le gouvernement américain, tiré à près de 50 000 exemplaires. Il se suicide à Caracas en 1969.
Après plusieurs décennies durant lesquelles le support semble endormi, et comme le simple reflet des directives du régime, Bohemia est depuis 2002 publié en couleurs toutes les deux semaines sous la forme d'un magazine d'actualités très large et destiné aux familles, tiré à 100 000 exemplaires. En 2008, un numéro spécial de 160 pages avait été publié pour célébrer son centenaire : Fidel Castro fit un discours rappelant que Bohemia est partie intégrante du patrimoine cubain. Un site internet a également été lancé, avec la nouvelle formule.